# Iberis gibraltarica
Iberis gibraltarica (Gibraltar candytuft) es una especie de planta del género Iberis perteneciente a la familia  Brassicaceae.
Es el símbolo de la Reserva natural del Peñón en Gibraltar, pero en realidad es un nativo de África del Norte. Es un endemismo aljíbico-tingitano. Gibraltar es el único lugar en Europa, donde se encuentra cada vez más en el medio silvestre. La especie crece en las grietas de caliza, y frecuentemente se ve cada vez más en  abundancia de la cara norte del peñón de Gibraltar. Sus flores van desde el color violeta pálido a casi blanco, y pueden alcanzar hasta 8 cm  de ancho. Presenta hojas estrechas de un verde oscuro y racimos de flores blancas teñidas de rosa o rojo en verano. Aunque habitualmente resisten las heladas, pueden resultar dañadas si se combina la helada con condiciones invernales húmedas.